# انارتپه
انارتپه مربوط به دوران پیش از تاریخ ایران باستان - است و در کردکوی، ۳۰۰ متری جنوب شهرک صنعتی امام خمینی واقع شده و این اثر در تاریخ ۱۰ بهمن ۱۳۸۳ با شمارهٔ ثبت ۱۱۳۲۱ به‌عنوان یکی از آثار ملی ایران به ثبت رسیده است.